# Lubik mróweczka
Lubik mróweczka (Pilophorus confusus) – gatunek pluskwiaka z rodziny tasznikowatych i podrodziny Phylinae.

## Budowa ciała
Owad ma ciało długości od 3,5 do 4,5 mm, ubarwione brązowo. Głowa, przedplecze oraz tarczka bardzo ciemne, prawie czarne. Półpokrywy na końcu rozszerzone i pokryte długimi, jasnymi włoskami.

## Tryb życia
Pluskwiak ten występuje na krzewach liściastych i roślinach zielnych. Ma jedno pokolenie w roku. Imagines występują od lipca do sierpnia. Zimują jaja.

## Występowanie
Owad ten występuje prawie w całej Europie, a także w Armenii, Azerbejdżanie, Gruzji, Kazachstanie, rosyjskim Dalekim Wschodzie i na Wyspach Azorskich. Gatunek zawleczony został także do Ameryki Północnej. W Polsce rozprzestrzeniony w całym kraju, jednak spotykany stosunkowo rzadko.